# Weronika Wąsik
Weronika Wąsik ps. „Wera”, z domu Mazur (ur. 18 grudnia 1898 we wsi Czternastówka k. Brzeżan – zm. w nocy z 12 na 13 marca 1944 we wsi Sawałuki) – polska działaczka ludowa i niepodległościowa, podoficer Wojska Polskiego, komendantka Batalionów Chłopskich i organizatorka polskiej samoobrony w powiecie buczackim w latach 1942–1944, zamordowana przez nacjonalistów ukraińskich z OUN-UPA.
Urodzona w wielodzietnej rodzinie chłopskiej, która w 1911 r. w wyniku parcelacji przeniosła się z powiatu brzeżańskiego do powiatu buczackiego. W 1912 r. Weronika wraz z bratem Rudolfem wstąpiła do Drużyny Bartoszowej w Oleszy, a z chwilą wybuchy I wojny światowej do Legionu Wschodniego we Lwowie. Aresztowana przez Austriaków została osadzona w obozie w Sitzendorfie, a następnie wcielona do austriackiej służby wojskowej. W 1918 r. przeszła do Wojska Polskiego, służąc jako sanitariuszka na oddziałach zakaźnych. W 1922 r. awansowana do stopnia sierżanta, w tym samym powróciła do matki. Wraz z nią prowadziła gospodarstwo rolne, gdyż ojciec i brat zginęli w czasie wojny. W 1924 r. wyszła za mąż za Juliana Wąsika, organizując wraz z nim koło Związku Młodzieży Wiejskiej. Zaangażowała się w działalność Stronnictwa Ludowego, zostając wiceprezesem tej partii w Buczaczu. W 1937 r. więziona za udział w strajku chłopskim. W 1941 r. aresztowana przez Ukraińską Policję Pomocniczą. Pomimo bicia i tortur nikogo nie wydała. W 1942 r. wstąpiła w szeregi Batalionów Chłopskich pod pseudonimem „Wera”, otrzymując nominację na komendanta w powiecie buczackim (jako jedyna kobieta w strukturach tej formacji na Kresach Wschodnich). Współorganizowała polskie samoobrony w okolicznych miejscowościach, w tym w Korościatynie, Baryszu, Puźnikach i Monasterzyskach. Zorganizowała także szkołę podoficerską BCh w Szwejkowie, służbę łączności pod nazwą „Pisklęta” oraz oddział partyzancki w Kowalówce. W marcu 1944 r., zaraz po zbrodni w Korościatynie, zorganizowała w Monasterzyskach naradę komendantów placówek BCh, nakazując im, aby zachęcali polskich chłopów do przenosin z zagrożonych wsi do miast. Sama jednak pozostała na placówce w swojej wsi. Została tam zamordowana wraz z siostrą Anielą.

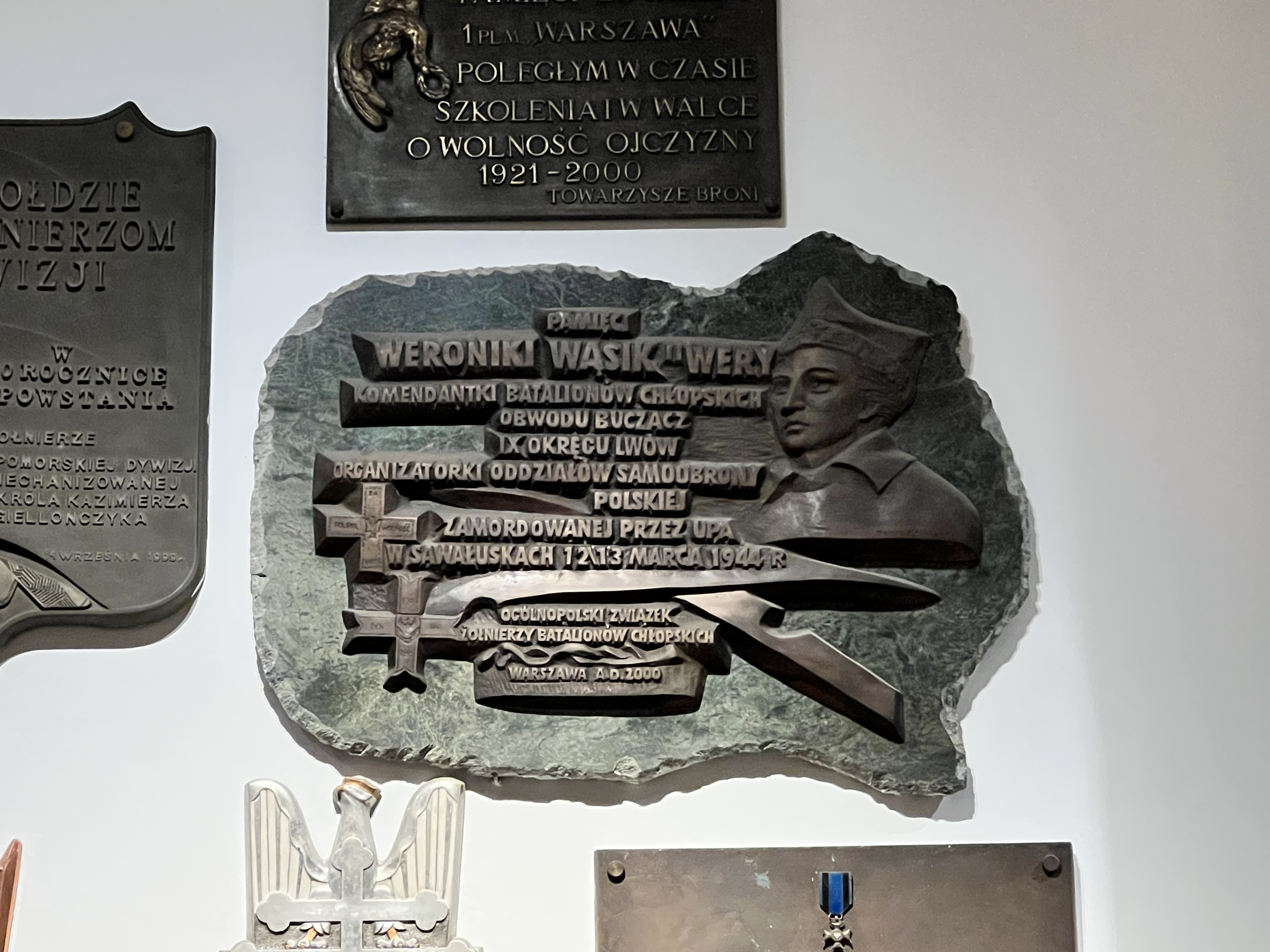
Tablica poświęcona Weronice Wąsik

## Odznaczenia
- Krzyż Partyzancki (1999)
- Krzyż Batalionów Chłopskich (1999)

## Upamiętnienie
Tablica pamiątkowa w katerze polowej Wojska Polskiego w Warszawie (2000).